# Longuefuye

Longuefuye este o comună în departamentul Mayenne, Franța. În 2009 avea o populație de 325 de locuitori.